# Wielka Wieś-Folwark
Wielka Wieś-Folwark – osada w Polsce położona w województwie łódzkim, w powiecie zduńskowolskim, w gminie Szadek.
W latach 1975–1998 miejscowość należała administracyjnie do województwa sieradzkiego.